# Soci (Bibbiena)
Soci è una frazione del comune di Bibbiena, nella provincia di Arezzo. Dista 3,62 chilometri dal medesimo comune di Bibbiena e sorge a 400 metri sul livello del mare. Nella frazione o località di Soci risiedono 1.000 abitanti. 

## Storia
Soci nacque come castello medioevale circondato da mura. Viene nominata per la prima volta in un documento del 3 gennaio 1002 con cui Ottone III lo dona alla Badia di Prataglia.
Il 2 novembre 1058 Azzone, vescovo di Arezzo, consacrò una chiesa e donò alcuni terreni vicini alla Congregazione camaldolese, che nel 1265 concesse uno statuto alla popolazione. I monaci successivamente lo cedettero al conte di Castel San Niccolò, che nel 1359 lo vendette a Firenze.
Nel 1440 il castello subì gravi danni ad opera delle armate degli Sforza, guidate dal condottiero Niccolò Piccinino.
Nel 1848 la famiglia Bocci fondò un lanificio, tuttora esistente, che portò la frazione a crescere velocemente.

## Monumenti e luoghi d'interesse

### Architetture religiose
- vecchia chiesa di San Nicola[5][2]
- chiesa di San Niccolò

### Architetture civili e militari
- torre longobarda in Piazza Padella[4]
- porta ad arco[4]
- Villa La Mausolea[6]